# پروژه استیو
پروژه استیو (Project Steve) فهرستی از دانشمندان با نام کوچک «استیون» یا فرمهای دیگر آن مانند استیو، استفان و استبان است که در حمایت از نظریه تکامل امضا کرده‌اند. این بیانیه در واقع یک کار طنز و نقیضه است در پاسخ به فهرستهایی که موسسه‌های حامی آفرینش‌گرایی از اسامی دانشمندان حامی خلقت گرایی نوشته‌اند. این بیانیه نشان می‌دهد تعداد دانشمندانی که اسم کوچکی شبیه Steve دارند و از فرگشت حمایت می‌کنند (۱۳۷۵ نفر در آگوست ۲۰۱۵) بیشتر از کل دانشمندانی است که طرفدار طراحی هوشمند هستند.
محدودیت این بیانیه به «استیون»ها، به زبان طنز بیان می‌کند «ما نمی‌خواهیم عموم را با این تصور گمراه کنیم که مسایل علمی بر مبنای دراز بودن فهرست اسامی حامیان تصمیم گیری می‌شوند!» نام بیانیه همچنین در نکوداشت استیون جی گولد است.
با این حال می‌توان آمارهایی درباره این بیانیه استخراج کرد. هر چند محدود بودن به نام «استیون» باعث می‌شود تنها شامل ۱ درصد جمعیت نمونه در ایالات متحده آمریکا باشد، دانشمندان برجسته زیادی در آن به چشم می‌خورند. همچنین زیست‌شناسان این فهرست بسیار بیشتر از هر فهرست آفرینش‌گرا است (حدود ۵۱٪ امضاکنندگان پروژه استیو زیست‌شناس هستند).

## بیانیه
بیانیه‌ای که امضا می‌شود می‌گوید:

## تاریخچه
نام پروژه در یادبود استیون جی گولد استاد دیرینه‌شناسی (۱۹۴۱–۲۰۰۲) است. پروژه از سال ۲۰۰۳ آغاز شد و در کنوانسیون انجمن پیشبرد علوم آمریکا در این سال اعلام مطبوعاتی شد.
هر دو استیونی که جایزه نوبل در علوم برده بودند یعنی استیون واینبرگ و استیون چو در ۱۰۰ نفر نخست لیست هستند. همچنین استیون هاوکینگ استاد معروف دانشگاه کمبریج نفر ۳۰۰ام بود که آن را امضا کرد.